# Cynoscion othonopterus
Cynoscion othonopterus es una especie de pez de la familia Sciaenidae en el orden de los Perciformes

## Morfología
Los machos pueden llegar alcanzar los 70 cm de longitud total y 2.430 g de peso.

## Hábitat
Es un pez de clima tropical y bentepalogico.

## Alimentación
Se alimenta de crustáceos, moluscos, gusanos y peces.

## Distribución geográfica
Se encuentra en el Golfo de California y Golfo de Santa Clara Sonora.